# 岩手県道213号花巻空港停車場線
岩手県道213号花巻空港停車場線（いわてけんどう213ごう はなまきくうこうていしゃじょうせん）は、花巻市を通る岩手県の一般県道である。

## 概要
花巻空港駅と国道4号を結ぶ。花巻空港のターミナルビルからは離れた場所にあるため、駅から空港までは当線経由の路線バスやタクシーが連絡している。

### 路線データ
- 起点：花巻空港停車場（花巻空港駅）
- 終点：花巻市二枚橋町大通り二丁目（国道4号・岩手県道214号羽黒堂二枚橋線交点）

## 地理

### 通過する自治体
- 花巻市

### 交差する道路
- 国道4号・岩手県道214号羽黒堂二枚橋線（終点）

### 沿線の施設
- JR東北本線 花巻空港駅